# Уолбэнк, Фрэнк
Фрэнк Уильям Уолбэнк (англ. Frank William Walbank; 10 декабря 1909, Бингли (Йоркшир), Уэст-Йоркшир — 23 октября 2008, Кембридж) — британский антиковед, известный комментатор Полибия. Член Британской академии (1953), член Американской академии искусств и наук.

## Биография
Фрэнк Уильям Уолбэнк родился 10 декабря 1909 года в Бингли в семье школьного учителя. Учился в Брэдфордской гимназии.
В 1931—1932 годах учился классике в Peterhouse-колледже Кембриджа. В 1984 году стал почётным членом этого колледжа.
С 1934 года преподаватель Ливерпульского университета, где в 1946—1977 годах профессор, эмерит-профессор.
Редактор «Кембриджской древней истории».
Был почётным членом The Israel Society for the Promotion of Classical Studies.
Почётный DLitt Университета Эксетера.
Фрэнк Уильям Уолбэнк умер 23 октября 2008 года в Кембридже.
Супруга Мэри Фокс (с 1935), сын и две дочери.
Его памяти была посвящена прошедшая в 2009 в Афинах конференция, по результатам которой вышла книга The Ptolemies, the Sea and the Nile. Studies in Waterborne Power (Cambridge University Press, 2013, ISBN 978-1-107-03335-1), под редакцией в частности Костаса Бураселиса.

## Награды
- Медаль Кеньона (1989).
- Орден Британской империи (1993).